# Банда језици
Банда језици су грана језика из породице убангијских језика, који се корист у ДР Конгу, Централноафричкој Републици и Јужном Судану. Има их укупно 16, као на пример банда-банда, банда-нделе, банда-бамбари, банда-мбрес и други. Углавном се служе латиничним писмом и има око 500.000 говорника.